# Krzysztof Markuszewski

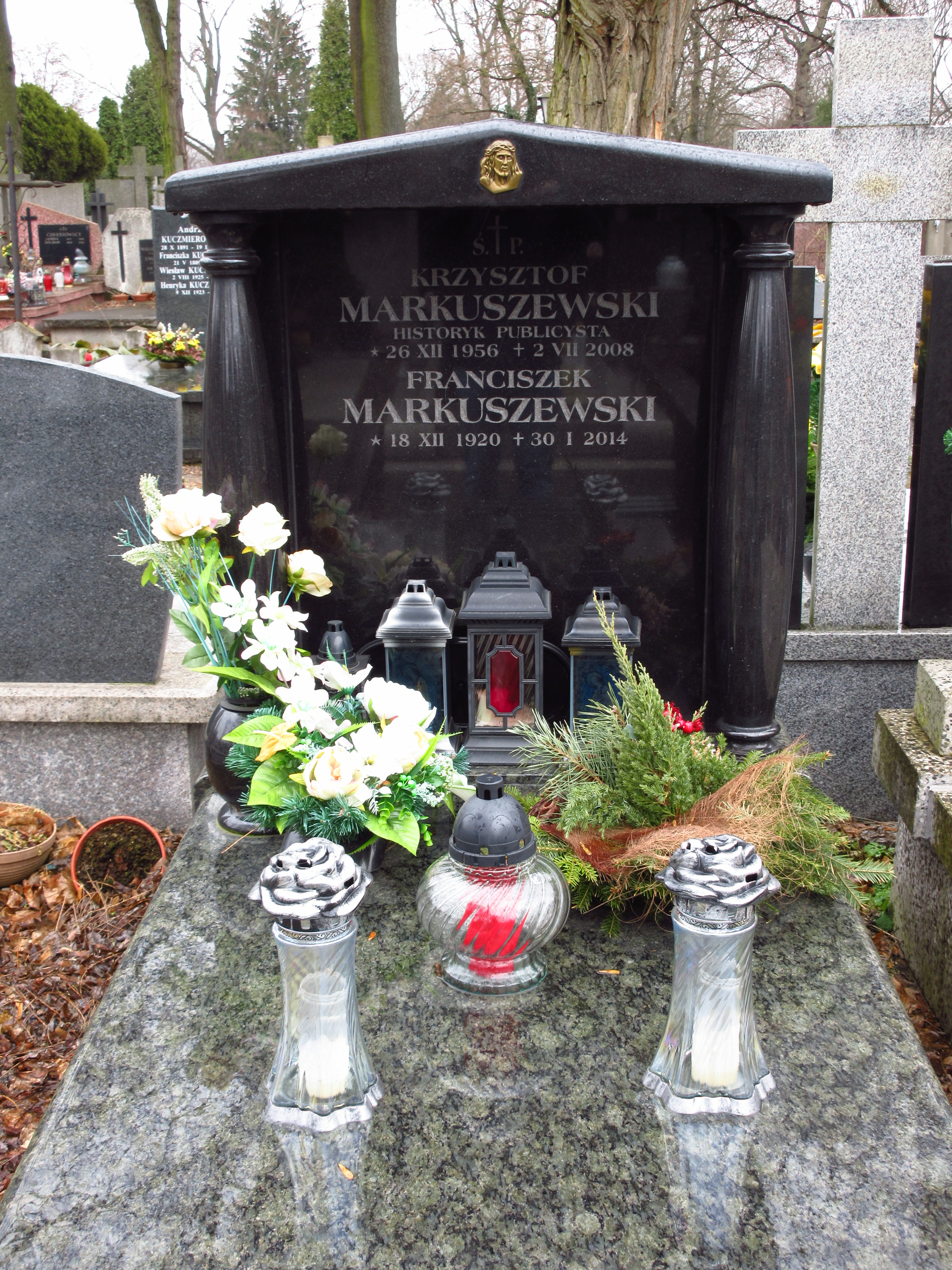
Grób Krzysztofa Markuszewskiego na cmentarzu Bródnowskim

Krzysztof Franciszek Markuszewski (ur. 26 grudnia 1956 w Warszawie, zm. 2 lipca 2008 tamże) – działacz socjalistyczny i niepodległościowy, dziennikarz i historyk.

## Życiorys
Był synem Franciszka i Stefanii. Współpracownik opozycji jeszcze sprzed 1980. W latach 1977–1980 kolportował i drukował wydawnictwa niezależne. W latach 1980–1981 był redaktorem miesięcznika uniwersyteckiego „Nowa Gazeta Mazowiecka” i wydawcą broszur. W stanie wojennym redaktor, szef kolportażu i publicysta tygodnika „Miś” (1982–1983), oraz „Robotnika. Pisma członków MRKS” ps. „Prowincjusz” (1983–1990). W 1997 bez powodzenia ubiegał się o mandat posła na Sejm w okręgu warszawskim z listy Unii Pracy.
Drukarz, kolporter, łącznik oraz organizator produkcji ulotek, broszur i pism podziemnych. 
Współpracownik Radia „Solidarność” i redaktor naczelny „Magazynu Robotnika”. Autor artykułów zamieszczanych w wielu pismach i audycji emitowanych w RWE. Członek założyciel Grupy Politycznej „Robotnik” oraz Polskiej Partii Socjalistycznej w 1987. 
Jeden z założycieli Stowarzyszenia Wolnego Słowa. Od 2003 do śmierci wchodził w skład Zarządu SWS.
Za działalność na rzecz kultury niezależnej wyróżniony w 2000 odznaką „Zasłużony Działacz Kultury”. Postanowieniem z dnia 31 lipca 2008 prezydenta Lecha Kaczyńskiego został pośmiertnie odznaczony „za wybitne zasługi w działalności na rzecz przemian demokratycznych w Polsce” Krzyżem Oficerskim Orderu Odrodzenia Polski. Pochowany na cmentarzu Bródnowskim (kw. 48B-2-13).